# Gary McGhee
Pour les articles homonymes, voir McGhee.
Gary Jerome McGhee, né le 28 octobre 1988, à Anderson, dans l'État d'Indiana, est un joueur américain de basket-ball. Il évolue au poste de pivot.

## Carrière
Il signe son premier contrat professionnel dans le club turc du Bandırma Kırmızı. Il termine la saison avec des moyennes de 10,5 points, 7,9 rebonds et 1 contre en 30 matches joués.
Durant l'été 2012, il signe à Bayreuth, dans le championnat allemand. Il termine la saison avec des moyennes de 9,4 points (à 53% aux tirs), 6,5 rebonds et 0,8 contre pour 8,6 d’évaluation en 34 matches mais ne parvient pas à empêcher la relégation de son équipe en deuxième division.
Le 12 septembre 2013, il signe à Gravelines-Dunkerque, dans le championnat français. Très peu utilisé, Gravelines-Dunkerque se sépare de McGhee à la fin du mois de novembre 2013.
Le 14 décembre 2013, il signe avec le club de Ludwigsburg, dans le championnat allemand.